# 金朝興
金 朝興（きん ちょうこう、生年不詳 - 1382年）は、元末明初の軍人。本貫は無為州巣県。

## 生涯
淮西の乱が起こると、人々を集めて寨を結んで自衛した。兪通海らが朱元璋に帰順すると、朝興もまた人々を率いてかれについた。朱元璋に従って長江を渡り、その征戦にいずれも参加して、功績があった。常州を陥落させると、朝興は都先鋒となった。宜興を奪回すると、左翼副元帥となった。武昌を平定すると、龍驤衛指揮同知に進んだ。張士誠を平定すると、鎮武衛指揮使となった。大同を攻略すると、大同衛指揮使に転じた。東勝州を奪取し、元の平章の劉麟ら18人を捕らえた。
洪武3年（1370年）、論功により都督僉事・兼秦王左相となった。ほどなく都督府事を解任され、秦王朱樉の傅をつとめた。洪武4年（1371年）、傅友徳らに従って夏を攻撃した。洪武7年（1374年）、軍を率いて黒城に到達し、元の太尉の盧伯顔や平章の帖児不花ならびに省院らの官25人を捕らえた。李文忠に従って東道の兵を率いて、カラコルムを奪取した。
朝興は沈着勇敢で智略を備え、偏師を率いていたるところで勝利を得た。大軍を率いることはなかったが、功績は諸将の上をいった。洪武11年（1378年）、沐英に従って西征し、納鄰七站の地を獲得した。翌年、論功により宣徳侯に封じられ、指揮使を世襲することとされた。洪武15年（1382年）、傅友徳に従って雲南に遠征し、臨安に軍を進駐させた。元の右丞の兀卜台・元帥完者都や現地の首長の楊政らが降伏してきた。進軍して会川に宿営していたところ死去した。沂国公に追封された。諡は武毅といった。洪武17年（1384年）、雲南を平定した功を論じられて、改めて世侯券を与えられた。
長男の金鎮が宣徳侯の封を嗣いだ。洪武23年（1390年）、朝興は生前に遡って胡惟庸の党とされ、金鎮は平壩衛指揮使に降格された。金鎮は征討に従って功績があり、都指揮使に進み、後に世襲衛指揮使とされた。嘉靖元年（1522年）、朝興の廟が雲南に立てられ、額には「報功」とあった。